# Biospargimento
Il biospargimento (biosparging in lingua inglese) è un metodo di biobonifica del suolo. Il metodo consiste nell'insufflare ossigeno (O2) o aria nel suolo contaminato a bassa pressione. L'ossigeno può anche essere introdotto sotto forma di perossido di idrogeno (H2O2).
L'immissione di aria nel sottosuolo e/o di ossigeno direttamente è finalizzata soprattutto a supportare i processi naturali di biodegradazione dei composti organici di contaminazione ad opera dei microrganismi presenti nel sottosuolo.
Le sostanze volatilizzate per via dell'immissione di aria nel suolo, devono invece essere aspirate mediante un pozzo di estrazione (lo stesso utilizzato per il metodo del bioventing).
Questa tecnica risulta essere molto efficace per suoli altamente contaminati e soprattutto per terreni porosi. L'aria o l'ossigeno insufflati nel terreno, oltre ad attivare i processi metabolici, provocano il desorbimento (o strippaggio) degli idrocarburi presenti nel terreno contaminato.